# Kris De Ridder
Kris De Ridder (26 november 1965) is een Belgische voormalige atleet, die zich had toegelegd op het polsstokhoogspringen. Hij werd eenmaal Belgisch kampioen.

## Biografie
De Ridder nam in 1983 deel aan de Europese kampioenschappen U20. Hij werd uitgeschakeld in de kwalificaties van het polsstokspringen. In 1986 werd hij Belgisch kampioen polsstokspringen. Hij was aangesloten bij AC Lebbeke.

## Belgische kampioenschappen
| Onderdeel        | Jaar |
| ---------------- | ---- |
| polsstokspringen | 1986 |

## Persoonlijke records
| Onderdeel        | Prestatie | Datum            | Plaats  |
| ---------------- | --------- | ---------------- | ------- |
| polsstokspringen | 5,20 m    | 10 augustus 1986 | Brussel |

## Palmares

### polsstokspringen
- 1983: 13e kwal. EK U20 te Schwechat – 4,90 m
- 1986:  BK AC – 5,20 m